# La tarantola dal ventre nero
La tarantola dal ventre nero è un film del 1971 diretto da Paolo Cavara.

## Trama
Il commissario Tellini indaga sull'omicidio di una donna di nome Maria Zani, il cui ventre è stato orribilmente mutilato. La Zani, nota per essere una ninfomane, era stata poco prima ricattata da un misterioso individuo il quale era in possesso di foto che la ritraevano con il suo amante. Il marito della Zani, Paolo, primo sospettato per la morte della moglie, decide di investigare assoldando "Catapulta", un investigatore privato perché individui chi sia l'amante della moglie, che si scopre essere il fotografo Mario.
Tempo dopo la proprietaria di una pellicceria, Mirta Ricci, viene uccisa con le stesse modalità della vittima precedente: l'omicida agisce similmente a come una particolare vespa fa con la tarantola, ovvero paralizzando la vittima con un lungo spillone nel collo per poi ucciderla brutalmente e farne scempio. Mirta e Maria non restano le uniche vittime: Paolo Zani e il fotografo Mario muoiono, una terza donna, Franca Valentino, viene assassinata e il commissario scopre infine che il fotografo era in realtà un ricattatore; di lì a poco una quarta donna, la massaggiatrice Jenny, viene uccisa.
Tellini scopre che tutte le vittime erano state clienti dello stesso salone per massaggi di proprietà di Laura, bella trentenne milanese.